# Isole Cayman ai XXI Giochi olimpici invernali
Le Isole Cayman hanno partecipato ai XXI Giochi olimpici invernali di Vancouver, che si sono svolti dal 12 al 28 febbraio 2010, rappresentate da un solo atleta. È stata la prima partecipazione di questo Stato ad un'Olimpiade invernale.

## Sci alpino
| Gara    | Atleta      | 1° manche | 2° manche | Tempo totale | Posizione |
| ------- | ----------- | --------- | --------- | ------------ | --------- |
| Gigante | Dow Travers | 1'29"39   | 1'33"50   | 3'02"89      | 69        |